# Reyndert Snouckaert van Schauburg
Reyndert baron Snouckaert van Schauburg (Nijmegen, huis Duckenburg, 23 oktober 1776 - Soest, huis Blijendaal, 2 oktober 1849) was een Nederlands luitenant-generaal en gouverneur der Residentie.

## Familie
Snouckaert, lid van de familie Snouckaert van Schauburg, was een zoon van luitenant-generaal Willem Carel des H.R.Rijksridder Snouckaert van Schauburg, heer van Duckenburg (1717-1790) en diens tweede vrouw Wilhelmina Jeanne van Randwijck (1739-1802). Hij trouwde in 1820 met Catharina Henriëtta Adriana van Cattenburch (1792-1880). Uit dit huwelijk werd in 1821 een dochter geboren, Jeanne Margaretha Wilhelmina barones Snouckaert van Schauburg (1821-1892), hofdame van koningin Anna Paulowna, die in 1852 trouwde met Edouard Henri Elphinstone graaf van Bylandt (1806-1869), majoor en hofmaarschalk van prins Hendrik en zoon van Willem Frederik graaf van Bylandt. In 1823 werd een zoon geboren, Willem Carel baron Snouckaert van Schauburg (1823-1886), hofdienaar en laatstelijk hofmaarschalk, thesaurier en groot-officier van koning Willem III; hij trouwde in 1856 Helena Albertina Sarah Louisa Citadella de Schulz (1832-1924), uit wie de nog enige levende leden van het geslacht Snouckaert.
Bij KB van 24 november 1816 werd Snouckaert van Schauburg erkend te behoren tot de Nederlandse adel en werd voor hem en zijn nageslacht erkend de titel van baron(es).

## Loopbaan
Snouckaert begon zijn  militaire loopbaan al op 12-jarige leeftijd, in 1788. Op 24 december 1793 werd hij benoemd tot vaandrig in de rang van luitenant bij de Hollandse gardes te voet die onder bevel stonden van generaal Guillaume Anne de Constant Rebecque de Villars (1750-1832). In 1795 trad Snouckaert in dienst als luitenant cavalerie van keurvorst Willem I van Hessen-Kassel, en nadat het keurvorstendom na het verdrag van Tilsit was opgenomen in het koninkrijk Westfalen werd hij in 1808 kapitein onder Jérôme Bonaparte, koning van Westfalen, bracht het daar tot majoor met de rang van luitenant-kolonel waarna hij in 1814, nadat het koninkrijk had opgehouden te bestaan, terugkeerde in Nederlandse militaire dienst, in de rang van luitenant-kolonel. In Nederlandse dienst was zijn chef Jean Victor de Constant Rebecque (1773-1850) die hem voor bevordering voordroeg in 1815 tot kolonel. In 1815 en daarna nam hij deel aan verschillende veldtochten in Nederland en in Frankrijk. In 1819 werd hij benoemd tot ridder in de Orde van de Nederlandse Leeuw. In 1826 werd hij bevorderd tot generaal-majoor en werd hij benoemd tot provinciaal commandant van Zuid-Holland; deze functie zou hij tot zijn pensioen behouden.
Op 12 september 1840 werd hij benoemd tot gouverneur der residentie, als opvolger van Leopold van Limburg Stirum (1758-1840) die even daarvoor was overleden. Die functie was "waarnemend" en de eerste keer dat het een neven- naast een hoofdfunctie zou zijn, want Snouckaert bleef daarbij provinciaal commandant. Als gouverneur kreeg hij het onmiddellijk druk in verband met allerlei plechtigheden rond leden van het koninklijk huis: de abdicatie van Willem I, de inhuldiging van Willem II, de doop van de kroonprins. Hij pensioneerde per 1 januari 1841 in de rang van luitenant-generaal. Acht jaar later overleed hij op zijn huis Blijendaal te Soest waar hij zich na zijn pensioen gevestigd had.